# Distretto di Lagaip-Porgera
Il distretto di Lagaip-Porgera, in inglese Lagaip-Porgera District, è un distretto della Papua Nuova Guinea appartenente alla provincia di Enga. Ha una superficie di 4.608 km² e 99.000 abitanti (stima nel 2000)

## Geografia antropica

### Suddivisioni amministrative
Il distretto è suddiviso in quattro Aree di Governo Locale:
- Lagaip Rural
- Maip-Mulitaka Rural
- Paiela-Hewa Rural
- Porgera Rural